# Championnats du monde de vélo trial 1999
Navigation
Carthagène 1998 Sierra Nevada 2000
Les championnats du monde de trial 1999 se sont déroulés à Avoriaz en France du 4 au 8 août 1999. Ce sont les derniers championnats du monde de trial organisés séparément. À partir de 2000, championnats du monde de VTT et trial ont lieu conjointement.
Quatre épreuves ont lieu, toutes masculines : 20 pouces élites et juniors, et 26 pouces élites et juniors. Deux classements par nation sont établis sur la base de ces courses, l'un en 20 pouces, l'autre en 26 pouces.

## Médaillés
| Épreuves                                      | Or                   | Or | Argent               | Argent | Bronze           | Bronze |
| --------------------------------------------- | -------------------- | -- | -------------------- | ------ | ---------------- | ------ |
| Hommes 26 pouces résultats détaillés          | Marc Caisso          |    | Bruno Arnold         |        | Marc Vinco       |        |
| Hommes 20 pouces résultats détaillés          | Marco Hösel          |    | Juan Antonio Linares |        | Milosz Grajewski |        |
| Hommes, juniors 26 pouces résultats détaillés | Rafal Kumorowski     |    | Marc Amory Buteneers |        | Cédric Calvin    |        |
| Hommes, juniors 20 pouces résultats détaillés | Marc Amory Buteneers |    | Kenny Belaey         |        | Rafal Kumorowski |        |
| Par équipes, 26 pouces                        | France               |    | Espagne              |        | Pologne          |        |
| Par équipes, 20 pouces                        | Espagne              |    | Pologne              |        | Allemagne        |        |